# Чунсо Чаунґп'ю
Чунсо Чаунґп'ю (бірм. ကွမ်းဆော် ကြောင်းဖြူ; 955/956 — 1048) — 6-й володар Паганського царства у 1001—1021 роках. Є частиною пантеону бірманських натів (духів) як Тіхп'юсаунг.

## Життєпис
Походив з першої відомої династії Паган (відомої як легендарна Друга династія). Згідно «Королівської хроніки» був сином царя Таннета. Проте останній загинув близько 904 року, а відомо, що Чунсо Чаунґп'ю народився 955 або 956 року. Тобто ймовірніше він був онуком або праонуком Таннета. Також напевне за жіночою лінією належав до знаті п'ю, про що свідчить його ім'я.
Згідно хронік був спочатку збирачем податків та займався обмірюванням ланів, що за цим економічних та соціальних відносин була однією з провідник посад серед сановників. 1001 року повалив царя Саврахана, оженившись на трьох його дружинах, що напевне походили з якогось знатного роду, що було необхідно для зміцнення прав на трон. Загалом продовжив політику попередника, посилюючи військову та економічну потугу своєї держави.
1021 року повалений пасорбками Чісо та Соккате, перший з яких отримав владу. Колишнього володаря було відправлено до буддійського монастиря, де став ченцем. 1044 року, коли його син Анората повалив Соккате, Чунсо Чаунґп'ю було запропановано повернутися до влади, але той відмовився. Тоді владу перебрав Анората. Помер колишній паганський цар близько 1048 року.